# Antonietta Zita
Antonietta Zita (...) è una montatrice italiana.

## Biografia
Soprannominata "Rosemary Ware", e talvolta firmatasi come "Adriana Zita", nei suoi oltre 25 anni di carriera, dal 1952 al 1978, ha montato più di 125 film in massima parte appartenenti al cinema italiano.
Dopo il debutto come dipendente del montatore Otello Colangeli e di Fono Roma, tra i più noti film da lei montati si ricordano Fumo di Londra, nonché Scusi, lei è favorevole o contrario? e Un italiano in America, tutti di Alberto Sordi, poi diversi film con Totò tra cui Totò e Cleopatra, per finire con Lo chiamavano Bulldozer (1978).

## Filmografia parziale
- Non è vero... ma ci credo, regia di Sergio Grieco (1952)
- Gli sbandati, regia di Citto Maselli (1955)
- Addio per sempre, regia di Mario Costa (1957)
- Il terrore dell'Oklahoma, regia di Mario Amendola (1959)
- Il terrore della maschera rossa, regia di Luigi Capuano (1959)
- L'ultimo zar (Les nuits de Raspoutine), regia di Pierre Chenal (1960)
- Il sicario, regia di Damiano Damiani (1960)
- I cosacchi, regia di Giorgio Rivalta e Viktor Turžanskij (1960)
- La vendetta di Ursus, regia di Luigi Capuano (1961)
- La guerra di Troia, regia di Giorgio Ferroni (1961)
- Zorro alla corte di Spagna, regia di Luigi Capuano (1962)
- Cleopazza, regia di Carlo Moscovini (1964)
- Per un pugno nell'occhio, regia di Michele Lupo (1964)
- Un dollaro bucato, regia di Giorgio Ferroni (1965)
- Arizona Colt, regia di Michele Lupo (1966)
- Per pochi dollari ancora, regia di Sergio Grieco (1966)
- Perry Grant agente di ferro, regia di Luigi Capuano (1966)
- Fumo di Londra, regia di Alberto Sordi (1966)
- El Desperado, regia di Franco Rossetti (1967)
- 7 winchester per un massacro, regia di Enzo G. Castellari (1967)
- I giorni della violenza, regia di Alfonso Brescia (1967)
- Wanted, regia di Giorgio Ferroni (1967)
- Due rrringos nel Texas, regia di Marino Girolami (1967)
- 15 forche per un assassino, regia di Nunzio Malasomma (1967)
- Odia il prossimo tuo, regia di Ferdinando Baldi (1968)
- Killer adios, regia di Primo Zeglio (1968)
- Quanto costa morire, regia di Sergio Merolle (1968)
- Beatrice Cenci, regia di Lucio Fulci (1969)
- La morte sull'alta collina, regia di Fernando Cerchio (1969)
- L'arciere di fuoco, regia di Giorgio Ferroni (1971)
- Amico, stammi lontano almeno un palmo, regia di Michele Lupo (1971)
- La vendetta è un piatto che si serve freddo, regia di Pasquale Squitieri (1971)
- Un uomo da rispettare, regia di Michele Lupo (1972)
- Monta in sella figlio di...!, regia di Tonino Ricci (1972)
- L'onorata famiglia - Uccidere è cosa nostra, regia di Tonino Ricci (1973)
- Storia di karatè, pugni e fagioli, regia di Tonino Ricci (1973)
- Carambola, regia di Ferdinando Baldi (1974)
- Carambola, filotto... tutti in buca, regia di Ferdinando Baldi (1975)
- Geometra Prinetti selvaggiamente Osvaldo, regia di Ferdinando Baldi (1976)
- Storia di arcieri, pugni e occhi neri, regia di Tonino Ricci (1976)
- California, regia di Michele Lupo (1977)
- Delirio d'amore, regia di Tonino Ricci (1977)
- Lo chiamavano Bulldozer, regia di Michele Lupo (1978)